# حدوة الحصان المكسورة (فلم)
فيلم حدوة الحصان المكسورة هو فيلم جريمة بريطاني عام 1953 من إخراج مارتين سي ويبستر وبطولة روبرت بيتي وإليزابيث سيلارز وبيتر كوك وهيو كيلي. جرّاح ينجذب إلى قضية قتل عندما يقدم مأوى لامرأة شهدت جريمة قتل مرتبطة بنقابة تعاطي المنشطات. كان يستند إلى مسلسل تلفزيوني من ستة أجزاء يحمل نفس العنوان الذي عرض في العام السابق.

## القصة
يقوم الدكتور فينتون (بيتي) بإجراء عملية جراحية لضحية حادث سيارة، لكن المريض يُقتل لاحقًا، ويجد الطبيب نفسه المشتبه به الرئيسي. تقع ديلا (إليزابيث سيلارز) الغامضة، المرتبطة بحلقة تعاطي المنشطات، في حب الطبيب وتساعده على تبرئة اسمه وفضح الأشرار.

## طاقم التمثيل
- روبرت بيتي بدور الدكتور مارك فينتون

- إليزابيث سيلارس بدور ديلا فريمان

- بيتر كوك مثل المفتش المخبر جورج بيلامي

- هيو كيلي في دور دكتور كريج

- جانيت بتلر في دور الأخت روجرز

- فيدا هوب بدور جاكي ليروي

- فيردي ماين بدور تشارلز كونستانس

- جيمس راجلان في دور المشرف على جرايسون

- جورج بينسون في دور بريسكوت

- روجر ديلجادو في دور فيليكس جاليجوس

- رونالد لي هانت بدور الرقيب لويس

- هيو برايس في دور السيد راتراي

- توك تاونلي بدور فريد باركر